# Antoine François de Pardaillan de Gondrin
Antoine François de Pardaillan de Gondrin (10 novembre 1709 – Brest, 24 aprile 1741) è stato un ammiraglio francese, distintosi particolarmente nel corso della guerra di successione polacca durante le fasi di soccorso alla città di Danzica. Nominato viceammiraglio della flotta di Ponente, nel corso della Guerra anglo-spagnola (1739-1742) operò contro gli inglesi nelle Indie occidentali al comando di una squadra navale.

## Biografia
Nacque il 10 novembre 1709, figlio secondogenito di Louis Antoine e di Marie Victoire de Noailles. Rimasto orfano di padre giovanissimo, la sua carriera militare fu facilitata dal nuovo matrimonio di sua madre con il conte di Tolosa, figlio naturale di Luigi XIV e della marchesa de Montespan, grande ammiraglio di Francia, avvenuto nel 1723.
Entrato nella marine royale divenne guardiamarina il 27 gennaio 1727, alfiere il 5 aprile 1728, tenente di vascello il 1 aprile 1729 e fu nominato capitano di vascello all'età di 22 anni il 21 gennaio 1731. Nel 1731 prestò servizio contro i Corsari barbareschi come vicecomandante del vascello Espérance agli ordini di René Duguay-Trouin. Nel 1732 comandò le navi del re di Francia durante una campagna nel Levante, alzando la sua insegna sul vascello da 50 cannoni Tigre. Nel 1733, il re Luigi XV, volendo impedire alle navi dell'Imperatore di ostacolare la navigazione francese sul mare ordinò a lui e al cavaliere de Cheylus di assumere il comando delle navi La Flore e Le Zéphir per operare nel Mediterraneo. Dopo questa missione, che non ebbe avvenimenti degni di nota, per la scarsezza delle navi imperiali, che le unità francesi non potevano raggiungere vicino alla costa, ritornò al porto di Tolone. Tra il 24 giugno 1733 e il 21 marzo 1734 fu comandante del vascello da 60 cannoni Heureux. Con lo Heureux operò Mar Baltico durante la guerra di successione polacca agli ordini di La Peyrouse, distinguendosi nel corso delle operazioni di soccorso a Danzica, venendo promosso chef d'escadre il 21 aprile 1735.
L'11 aprile 1737 sposò la signorina Marie Françoise Renée de Carbonnel de Canisy (1725 - 1796), da cui non ebbe figli.
Nominato tenente generale delle armate navali il 24 aprile 1738, divenne vice ammiraglio della flotta di Ponente il 28 dicembre 1739. Guidò una formazione navale di rappresentanza nel Mar Baltico, raggiungendo il porto di Stoccolma, in Svezia.
Nel 1740 ricevette il comando della flotta di Brest inviata nelle Indie occidentali per combattere gli inglesi all'inizio della Guerra anglo-spagnola (1739-1742).
A seguito dell'alleanza fra Spagna e Francia (Patto di famiglia) anche quest'ultima fu coinvolta nel conflitto. In risposta all'invio della formazione navale inglese nelle Indie occidentali, il cardinale Fleury reagì inviando anch'egli nelle Indie occidentali una formazione navale francese di cui de Gondrin venne nominato comandante. Tuttavia, dopo essere giunto al largo di Haiti, per unirsi alla flotta spagnola, incrociò successivamente tra la Martinica e Santo Domingo e poi a causa di un'epidemia e delle difficoltà di rifornimento, fu costretto a rientrare in Francia senza combattere. In seguito la Francia non fece alcun ulteriore tentativo di aiutare la Spagna e dal 1741 al 1744 ci fu un armistizio navale di fatto con l'Inghilterra.
Morì di malattia a Brest il 24 aprile 1741. Ha lasciato un diario molto dettagliato della spedizione sulla costa barbaresca, con descrizioni di piante, vedute e monumenti.

### Annotazioni
1. ↑  Di cui fu comandante dal 1 giugno 1732 al 30 ottobre dello stesso anno.

### Fonti
1. 1 2 3 4  Three Decks.
2. 1 2 3 4 5  Hoerfer 1857, p. 196.
3. 1 2 3 4 5 6  Ecole Navale.